# Danh sách động cơ máy bay
Danh sách các động cơ máy bay:

## Động cơ pít tông

### Hai kỳ và bốn kỳ
| ABC Motors Aeronca - Aeronca E-113 Aerosport-Rockwell - Aerosport-Rockwell LB600 Agusta - Agusta GA.70 - Agusta GA.140 Alfa Romeo - Alfa Romeo 110 - Alfa Romeo 115 - Alfa Romeo 121 Allison - Allison V-1710 Alvis - Alvis Alcides - Alvis Leonides - Alvis Leonides Major - Alvis Maenoides - Alvis Pelides Anzani Argus - Argus As 8 - Argus As 10 - Argus As 410 - Argus As 411 Armstrong Siddeley - Armstrong Siddeley Cheetah - Armstrong Siddeley Genet - Armstrong Siddeley Genet Major - Armstrong Siddeley Jaguar - Armstrong Siddeley Leopard - Armstrong Siddeley Mongoose - Armstrong Siddeley Nimbus - Armstrong Siddeley Panther - Armstrong Siddeley Puma Austro-Daimler - Austro-Daimler 6 | Beardmore Bentley - Bentley BR1 Benz - Benz Bz.II - Benz Bz.III - Benz Bz.IIIa - Benz Bz.IIIb - Benz Bz.IV - Benz Bz.IVa BMW - BMW III - BMW IV - BMW V - BMW VI - BMW 132 - BMW 139 - BMW 801 - Bramo 323 Bristol - Bristol Aquila - Bristol Centaurus - Bristol Hercules - Bristol Hydra - Bristol Jupiter - Bristol Lucifer - Bristol Mercury - Bristol Pegasus - Bristol Perseus - Bristol Phoenix - Bristol Taurus - Bristol Titan Carden Aero Engines Cirrus - Cirrus Major - Cirrus Minor - Clerget CNA - CNA D | Continental - Continental O-200 - Continental R-670 Curtiss - Curtiss Challenger - Curtiss OXX - Curtiss V-2 Daimler-Benz - Daimler-Benz DB 600 - Daimler-Benz DB 601 - Daimler-Benz DB 603 - Daimler-Benz DB 605 De Havilland - De Havilland Cirrus - De Havilland Gipsy - De Havilland Gipsy King - De Havilland Gipsy Major - De Havilland Gipsy Minor - De Havilland Gipsy Queen - De Havilland Gipsy Six - De Havilland Gipsy Twelve Fairchild - Fairchild Ranger Fairey - Fairey P.14 Prince - Fairey P.24 Monarch Fiat - Fiat A.50 - Fiat A.53 - Fiat A.54 - Fiat A.74 - Fiat A.76 - Fiat A.80 - Fiat A.82 Franklin - Franklin 4AC - Franklin 6A4 | Gnome et Rhône - Gnome Monosoupape - Gnome-Rhône 9A Jupiter - Gnome-Rhône 5K Titan - Gnome-Rhône 7K Titan Major - Gnome-Rhône 9K Mistral - Gnome-Rhône 14K Mistral Major - Gnome-Rhône 14M Mars - Gnome-Rhône 14N - Gnome-Rhône 18L Green Hall-Scott - Hall-Scott A-7 Hiero Engines - Hiero 6 Hiro - Hiro Type 91 Hirth - Hirth HM 60 - Hirth HM 504 - Hirth HM 506 - Hirth HM 508 - Hirth HM 512 Hispano-Suiza - Hispano-Suiza 8 - Hispano-Suiza 12Y - Hispano-Suiza 12Z - Hispano-Suiza 14AB Hitachi - Hitachi Hatsukaze Isotta Fraschini - Isotta-Fraschini Delta Ivchenko - Ivchenko AI-14 Jabiru - Jabiru 1600 - Jabiru 2200 - Jabiru 3300 |

| Jacobs - Jacobs R-755 Junkers - Junkers L5 - Junkers Jumo 205 - Junkers Jumo 210 - Junkers Jumo 211 - Junkers Jumo 213 - Junkers Jumo 222 - Junkers Jumo 223 Kinner Klimov - Klimov M-105 - Klimov VK-106 - Klimov VK-107 LeBlond - LeBlond 5 Le Rhône - Le Rhône 7 - Le Rhône 9 Limbach Flugmotoren Lorraine Lycoming - Lycoming AEIO-360 - Lycoming AEIO-530 - Lycoming AEIO-540 - Lycoming IO-360 - Lycoming IO-540 - Lycoming IO-720 - Lycoming O-235 - Lycoming O-360 - Lycoming O-540 - Lycoming R-7755 - Lycoming O-290 - Lycoming TIO-360 - Lycoming TIO-540 | Manfreid Weiss - Manfred Weiss WM K-14 Maybach - Maybach Mb.IV - Maybach Mb.IVa McCulloch - McCulloch MC101 Mercedes - Mercedes D.I - Mercedes D.II - Mercedes D.III - Mercedes D.IV - Mercedes D.IVa Mikulin - Mikulin AM-34 - Mikulin AM-35 - Mikulin AM-38 - Mikulin AM-39 - Mikulin AM-42 - Mikulin M-17 Mitsubishi - Mitsubishi Kasei - Mitsubishi Kinsei Nakajima - Nakajima Hikari - Nakajima Homare - Nakajima Kotobuki - Nakajima Sakae Napier - Napier Dagger - Napier Lion - Napier Rapier - Napier Sabre | Oberursel - Oberursel U.I Orenda - Orenda OE600 Packard - Packard 1A-1500 Piaggio - Piaggio P.XI Pobjoy Airmotors Poinsard Potez - Potez 4D Praga - Praga D Pratt & Whitney - Pratt & Whitney R-985 Wasp Junior - Pratt & Whitney R-1340 Wasp - Pratt & Whitney R-1535 Twin Wasp Junior - Pratt & Whitney R-1690 Hornet - Pratt & Whitney R-1830 Twin Wasp - Pratt & Whitney R-2800 Double Wasp - Pratt & Whitney R-4360 Wasp Major PZL - PZL-3 - PZL ASz-62 RAF - RAF 1 - RAF 2 - RAF 3 - RAF 4 - RAF 5 - RAF 8 | Ranger - Ranger V-770 Renault - Renault 12S Rolls-Royce - Rolls-Royce Buzzard - Rolls-Royce Condor - Rolls-Royce Crecy - Rolls-Royce Eagle V-12 - Rolls-Royce Eagle 22 H-24 - Rolls-Royce Exe - Rolls-Royce Falcon - Rolls-Royce Goshawk - Rolls-Royce Griffon - Rolls-Royce Hawk - Rolls-Royce Kestrel - Rolls-Royce Merlin - Rolls-Royce Pennine - Rolls-Royce Peregrine - Rolls-Royce R - Rolls-Royce Vulture Rotax - Rotax 912 - Rotax 914 Salmson - Salmson 9 Shvetsov - Shvetsov ASh-62 - Shvetsov ASh-82 Siddeley - Siddeley Puma | Siemens-Halske - Siemens-Halske Sh.I - Siemens-Halske Sh.III - Siemens-Halske Sh 4 - Siemens-Halske Sh 5 - Siemens-Halske Sh 6 - Siemens-Halske Sh 11 - Siemens-Halske Sh 12 - Siemens-Halske Sh 13 - Siemens-Halske Sh 14 - Siemens-Halske Sh 15 - Siemens-Halske Sh 22 Société des Moteurs Le Rhône Xem Le Rhône Sunbeam - Sunbeam Amazon/Saracen - Sunbeam Arab/Bedouin/Kaffir - Sunbeam Cossack - Sunbeam Crusader/Zulu - Sunbeam Dyak - Sunbeam Malay - Sunbeam Maori/Afridi - Sunbeam Matabele - Sunbeam Mohawk/Gurkha - Sunbeam Nubian - Sunbeam Pathan - Sunbeam Sikh - Sunbeam Spartan - Sunbeam Viking Thielert - Thielert Centurion 1.7 - Thielert Centurion 4.0 |

| Walter - Walter Atlas - Walter Atom - Walter Bora - Walter Castor - Walter Gemma - Walter M208 - Walter M332 - Walter M337 - Walter Major - Walter Mars - Walter Mikron - Walter Minor - Walter NZ 40 - Walter NZ 60 - Walter NZ 85 - Walter NZ 120 | - Walter Pollux - Walter Regulus - Walter Sagitta - Walter Scolar - Walter Super Castor - Walter Vega - Walter Venus Wolseley - Wolseley Viper Wright - Wright Cyclone - Wright R-1300 - Wright R-1820 - Wright R-2600 - Wright Whirlwind | - Liberty L-12 Napier - Napier Nomad Wright - Wright R-3350 |

## Động cơ phản lực
| General Electric - General Electric GE-36 UDF Progress - Progress D-27 Allison - Allison 578-DX | - Coanda-1910 thermojet (4 xilanh) - Tsu-11 thermojet (Hitachi Hatsukaze Ha 11) - Secondo Campini thermojet (Isotta Fraschini L. 121/R.C. 40) - (MiG-13) Mikoyan-Gurevich I-250 (N) thermojet (Klimov VK-107R V-12) |

### Turbofan
| Aviadvigatel - Aviadvigatel PS90 / CFM International - CFM International CFM56 Engine Alliance - Engine Alliance GP7200 Eurojet - Eurojet EJ200 Garrett - Garrett TFE731 - Garrett TFE1042 - Garrett TFE1088 GE Honda - GE Honda HF120 General Electric - General Electric CF6 - General Electric CF34 - General Electric CFE738 - General Electric F101 - General Electric F103 - General Electric F108 - General Electric F110 - General Electric F118 - General Electric F404 - General Electric F414 - General Electric GE90 - General Electric GEnx - General Electric TF34 | General Electric/Rolls-Royce - General Electric/Rolls-Royce F136 Honeywell - Honeywell TFE731 - Honeywell HTF7000 / International Aero Engines - International Aero Engines V2500 Ivchenko - Ivchenko AI-25 Klimov - Klimov RD-33 Lyulka - Lyulka AL-31 / PowerJet - PowerJet SaM146 Pratt & Whitney - Pratt & Whitney F100 - Pratt & Whitney F119 - Pratt & Whitney F135 - Pratt & Whitney JT3D - Pratt & Whitney JT8D - Pratt & Whitney JT9D - Pratt & Whitney PW2000 - Pratt & Whitney PW4000 - Pratt & Whitney PW6000 - Pratt & Whitney TF30 - Pratt & Whitney TF33 | Pratt & Whitney Canada - Pratt & Whitney Canada JT15D - Pratt & Whitney Canada PW300 - Pratt & Whitney Canada PW500 - Pratt & Whitney Canada PW600 Rolls-Royce - Rolls-Royce AE 3007 - Rolls-Royce BR700 - Rolls-Royce Conway - Rolls-Royce Pegasus - Rolls-Royce RB211 - Rolls-Royce Spey - Rolls-Royce Tay - Rolls-Royce Trent - Rolls-Royce/Turbomeca Adour SNECMA - SNECMA M53 - SNECMA M88 Soloviev - Soloviev D-20 - Soloviev D-30 / Turbo-Union - Turbo-Union RB199 Williams International - Williams F107 - Williams FJ22 - Williams FJ33 - Williams FJ44 |

### Turbojet
| Allison - Allison J33 - Allison J35 Armstrong Siddeley - Armstrong Siddeley Sapphire - Armstrong Siddeley Adder - Armstrong Siddeley Viper BMW - BMW 003 Bristol - Bristol Olympus - Bristol Orpheus - Bristol Pegasus - Bristol Proteus - Bristol Theseus Bristol Siddeley - Bristol Siddeley BS100 De Havilland - De Havilland Goblin - De Havilland Ghost - De Havilland Gyron - De Havilland Gyron Junior | General Electric - General Electric CJ610 - General Electric J79 - General Electric J85 Ishikawajima - Ishikawajima Ne-20 Junkers - Junkers Jumo 004 Klimov - Klimov RD-500 - Klimov VK-1 Lyulka - Lyulka AL-7 - Lyulka AL-21 Metrovick - Metrovick F.2 Metropolitan-Vickers - Metropolitan-Vickers Beryl | Pratt & Whitney - Pratt & Whitney J48 - Pratt & Whitney J52 - Pratt & Whintey J57 - Pratt & Whitney J75 - Pratt & Whitney J58 - Pratt & Whitney JT3C - Pratt & Whitney JT4A - Pratt & Whitney JT11D Rolls-Royce - Rolls-Royce Welland - Rolls-Royce Derwent - Rolls-Royce Avon - Rolls-Royce Nene - Rolls-Royce Tay - Rolls-Royce Soar - Rolls-Royce Olympus - Rolls-Royce Pegasus - Rolls-Royce RB.106 - Rolls-Royce RB.108 - Rolls-Royce Viper | SNECMA - SNECMA Atar - SNECMA Atar Volant Tumansky - Tumansky R-11 - Tumansky R-13 - Tumansky R-15 - Tumansky R-25 - Tumansky RD-9 Turboméca - Turboméca Marboré |

### Turboprop
| AlliedSignal - AlliedSignal TPE-331 Allison - Allison YT40 Armstrong Siddeley - Armstrong Siddeley Double Mamba - Armstrong Siddeley Mamba - Armstrong Siddeley Python Bristol - Bristol Proteus - Bristol Theseus EuroProp International - EuroProp International TP400 | Garrett AiResearch - Garrett AiResearch TPE-331 Honeywell - Honeywell TPE-331 Jendrassik - Jendrassik Cs-1 Kuznetsov - Kuznetsov NK-12 Lycoming - Lycoming T55 - Lycoming LTP-101 Napier - Napier Naiad - Napier Eland - Napier Gazelle | Pratt & Whitney Canada - Pratt & Whitney Canada PT6 - Pratt & Whitney Canada PW100 Rolls-Royce - Rolls-Royce AE 2100 - Rolls-Royce Trent (một mẫu sản phẩm hợp tác với Trent) - Rolls-Royce Clyde cũng được biết đến với tên RB.39 - Rolls-Royce Dart cũng được biết đến với tên RD.53 - Rolls-Royce T56 (T501-D) - Rolls-Royce Tyne Turboméca - Turboméca Bastan |

### Turboshaft
| AlliedSignal - AlliedSignal LTS101 Allison - Allison 250 - Allison T38 - Allison T40 - Allison T56 Bristol Siddeley - Bristol Siddeley Nimbus General Electric - General Electric T58 Honeywell - Honeywell LTS101 | LHTEC - LHTEC T800 Lycoming - Lycoming LTS101 - Lycoming T53 / MTR - MTR390 Rolls-Royce - Rolls-Royce AE 1107C-Liberty (Allison T406) - Rolls-Royce Gnome - Rolls-Royce Model 250 | Rolls-Royce/ Turbomeca - Rolls-Royce/Turbomeca RTM322 Turbomeca - Turbomeca Arrius - Turbomeca Arriel - Turbomeca Ardiden - Turbomeca Artouste - Turbomeca Astazou - Turbomeca Makila - Turbomeca Turmo - Turbomeca TM333 |

## Động cơ rốc két
| Aerojet Armstrong Siddeley - Armstrong Siddeley Snarler De Havilland - de Havilland Scorpion - de Havilland Spectre - de Havilland Sprite | Napier - Napier Scorpion Reaction Motors - Reaction Motors XLR-11 Walter - Walter HWK 109-509 |